# 14917 Тако
14917 Тако (14917 Taco) — астероїд головного поясу, відкритий 8 січня 1994 року.
Тіссеранів параметр щодо Юпітера — 3,243.